# Problepsis auriculifera
Problepsis auriculifera là một loài bướm đêm trong họ Geometridae.